# The Party Scene
The Party Scene är All Time Lows debutalbum som släpptes 19 juli 2005 via skivbolaget Emerald Moon Records. Albumet hade två singlar, "Circles" och "The Girl's a Straight-Up Hustler".

## Låtlista
1. Prelude - 0:43
2. The Party Scene - 2:58
3. Lullabies - 3:58
4. Hometown Heroes; National Nobodies - 2:53
5. Circles - 3:20
6. Interlude - 1:53
7. We Say Summer - 3:06
8. Break Out! Break Out! - 3:10
9. Running From Lions - 3:06
10. Noel - 4:10
11. I Can't Do the One-Two Step - 4:02
12. The Girl's a Straight-Up Hustler (innehåller också en dold låt "Sticks, Stones and Techno") - 6:22